# 율리시스 (소설)

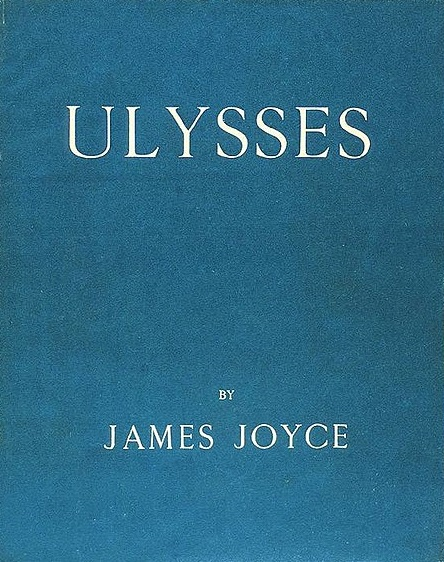
조이스의 율리시스 초판 사진

《율리시스》(영어: Ulysses)는 제임스 조이스가 1922년에 발표한 소설이다. 그는 이른바 블룸즈데이(1904년 6월 16일) 하루를 더블린 출신 세 사람의 삶을 통해 묘사한다. 그들은 젊은 지식인 스티븐 데덜러스와 신문광고 모집인 리오폴드 블룸과 그 부인 마리언 블룸이다. 이 소설은 호메로스의 《오디세이아》의 모범에 따라 배열된 18가지의 이야기로 이루어져 있다.

## 등장인물
- 리오폴드 블룸 : 1866년생, 아버지는 1886년에 자살, 1888년 마리언과 결혼, 딸 밀리와 아들 루디가 있었으나 아들은 어려서 죽음. 신문사 광고모집인.
- 스티븐 데덜러스 : 1882년생, 가톨릭학교와 유니버시티 칼리지에서 공부함, 더블린 외곽의 초등학교 선생으로 문학가를 꿈꾼다.
- 마리언 블룸 : 1870년생, 트위디 소령의 딸로 어머니는 스페인계 유대인. 소프라노 가수로 애칭은 몰리. 수많은 남성들과 관계를 가짐
- 휴 블레이지스 보일런 : 마리언의 현재 애인, 멋만 부리는 비열한.
- 마사 클리퍼드 : 타이피스트. 블룸의 펜팔 상대

## 목차
각 에피소드는 아래와 같다.
- 제1부
  - 제1장 탑 (텔레마코스 에피소드)
  - 제2장 달키의 초등학교 (네스토르 에피소드)
  - 제3장 샌디마운트 해변 (포로테우스 에피소드)
- 제2부
  - 제4장 이클레스가 7번지 (칼립소 에피소드)
  - 제5장 목욕탕 (로터스-이터스 에피소드)
  - 제6장 장례행렬과 묘지 (하데스 에피소드)
  - 제7장 신문사 (아이올러스 에피소드)
  - 제8장 더블린시 한복판 (레스트리고니언즈 에피소드)
  - 제9장 국립도서관 (스킬라와 카립디스 에피소드)
  - 제10장 거리 (아이올러스 에피소드)
  - 제11장 오먼드 호텔 (세이렌 에피소드)
  - 제12장 바니 키어넌 주점 (키클롭스 에피소드)
  - 제13장 샌디마운트 해변 (나우시카 에피소드)
  - 제14장 홀레스 가의 산부인과 병원 (태양신과 황소들 에피소드)
  - 제15장 밤의 거리 (키르케 에피소드)
- 제3부
  - 제16장 역마차의 오두막 (에우마이오스 에피소드)
  - 제17장 이클레스가 7번지 (이타카 에피소드)
  - 제18장 침실 (페넬로페 에피소드)